# Índice de Wobbe
El índice de Wobbe es un parámetro importante cuando se quiere mezclar gases combustibles y el gases no combustibles (en una reacción de combustión), se controla este índice para asegurar la combustión satisfactoria en un quemador. El concepto de este índice es el de caudal calorífico que pasa por el orificio de un quemador. Por un determinado orificio de un quemador y teniendo el gas la misma presión pasa el mismo caudal calórico si el índice de Wobbe es el mismo. Como el caudal calórico se entiende la cantidad de calorías que se liberan en la unidad de tiempo. Es además un indicador de intercambiabilidad de combustibles como el gas natural, gas licuado de petróleo, gas de ciudad, gasolina, gasoil y con frecuencia se define en las especificaciones de suministro de gas y de transporte (de los combustibles).

## Fórmula
El índice de Wobbe puede ser expresado matemáticamente como:

{\displaystyle Ws={\frac {PCS}{\sqrt {GE}}}}

Donde: 
- Ws es el Índice de Wobbe superior.
- PCS es el poder calorífico superior.
- GE, es la densidad relativa del gas.

Las unidades del índice de Woobe son las mismas que las del poder calorífico, ya que la densidad relativa es adimensional.
Se puede notar que si existe un índice de Wobbe superior también hay un índice de Wobbe inferior que se expresa matemáticamente como:

{\displaystyle Wi={\frac {PCI}{\sqrt {GE}}}}

Donde:
- Wi, es el Índice de Wobbe inferior.
- PCI, es el poder calorífico inferior.
- GE, es la densidad relativa del gas.

Pero el más usado en la industria es el índice de Wobbe superior.

## Limitaciones
El índice de Wobbe correlaciona el poder calorífico del combustible y el comportamiento de la llama al intercambiar dos gases combustibles. Particularmente para gases con composición similar, el índice de Wobbe es un buen indicativo del desempeño de los dos gases. Aunque el índice de Wobbe es una manera fácil y efectiva de medir la intercambiabilidad, la industria reconoce históricamente que este índice por sí solo no es suficiente, ya que no predice adecuadamente todos los fenómenos de combustión. Otros factores deben de identificarse para determinar la intercambiabilidad de un gas combustible, además del índice de Wobbe son:

- la misma estabilidad de llama, con ausencia de desprendimiento de la llama y ausencia de retrollama;
- idéntica calidad de combustión, (relación de volúmenes de CO y CO2 inferior al límite máximo admitido);
- el mismo rendimiento de combustión;
- el mismo poder comburívoro y la misma temperatura de rocío en los humos;
- el mismo factor de aireación.